# Annwn
Annwn o Annwfn o Annwvyn era el otro mundo en la mitología galesa. Gobernado por Arawn, o mucho después (en la literatura arturiana) por Gwyn ap Nudd, era esencialmente un mundo de placeres y juventud eterna donde no existe la enfermedad y hay comida siempre en abundancia. Luego se cristianizó y se identificó con la tierra de las almas que han partido de este mundo, el cielo o el paraíso. En la moderna Gran Bretaña, "Annaon" es sinónimo con paraíso en lugar de infierno y la frase "mont da Annon", literalmente "ir a Annaon", es un eufemismo de "morir".

## Nombre y mitología
Las fuentes en galés medio sugieren que el término era reconocido en el sentido de "muy profundo" en tiempos medievales. La aparición de la forma antumnos en una antigua tablilla de maldición en galo, sugiere que el término original puede haber sido *ande-dubnos, una palabra galo-britónica común que literalmente significa ‘inframundo’. La pronunciación en galés moderno de Annwn es [ˈanːʊn].
"Annwfn" se formó posiblemente de an- (en galés ‘en el interior’) + dwfn (en galés, ‘mundo’).

## Ubicaciones míticas
Tanto en la mitologías galesa como en la irlandesa, se creía que Annwn estaba ubicado en una isla o bajo la tierra. En la Primera Rama de los Mabinogi, se da a entender que Annwn es una tierra dentro del reino de Dyfed, mientras que el contexto del poema arturiano Preiddeu Annwfn sugiere su ubicación en una isla. Otros dos banquetes en el otro mundo que aparecen en la Segunda rama de los Mabinogi transcurren en Harlech en el noroeste de Gales y en la isla inhabitada de Grassholm en el suroccidente de Pembrokeshire.
También, según historias de la zona, Annwn es un mundo aparte donde la magia habita, y puedes gozar una vida de fantasía antes de renacer.

## En la literatura galesa
Preiddeu Annwfn, un antiguo poema medieval del Libro de Taliesin, describe un viaje del Rey Arturo a numerosos reinos de otro mundo dentro de Annwn, ya sea para rescatar al prisionero Gweir o para «recuperar del caldero la cabeza de Annwn». El narrador del poema es posiblemente el propio Taliesin. Esto puede interpretarse como que recibió el don de la poesís, o bien habla de un caldero mágico, como menciona Taliesin en otros textos, ya que el nombre de Taliesin está conectado a una historia similar en otro trabajo.